# Buchvolk-Verlag

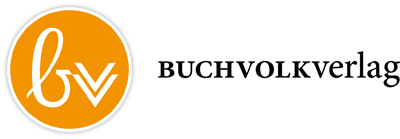
Logo des Verlages

Der Buchvolk-Verlag ist ein auf Kriminalanthologien mit Lokalkolorit und Mitmach-Kinderbücher spezialisierter deutscher Verlag mit Sitz in Zwickau, Sachsen.

## Verlagsgründung
Der Buchvolk-Verlag wurde im November 2012 durch fünf Gesellschafter gegründet und im Handelsregister Zwickau eingetragen. Die Bild-/Wortmarke besteht aus einem Kreis und den Buchstaben bvv für Buchvolk-Verlag. Geschäftsführerin ist Claudia Puhlfürst.

## Programmschwerpunkte
- Regionale Krimianthologien
- Schwarzhumorige Krimistorys
- Kinder-Mitmach-Bücher

## Autoren
Zu den seit Gründung bei Buchvolk publizierenden Autoren gehören u. a. Ralf Alex Fichtner, Jan Flieger, Andrea Gehlen, Stephan Hähnel, Henner Kotte, Steffen Mohr, Claudia Puhlfürst, Uwe Schimunek, Ethel Scheffler, Wolfgang Schüler, Anett Steiner, Franziska Steinhauer, Christine Sylvester, Sylke Tannhäuser, Katrin Ulbrich, Mario Ulbrich, Uwe Voehl, Günther Zäuner, Ulrike Blatter.